# Decca Tree
Pour les articles homonymes, voir Decca.

La disposition du Decca Tree n'a pas de mesures fixes.

Le Decca Tree est un système composé de trois microphones omnidirectionnels espacés. Il est utilisé principalement et historiquement pour l'enregistrement des orchestres.

## Configuration
Une configuration Decca Tree comprend trois microphones omnidirectionnels disposés en "T" . Les micros de  gauche et droite sont placés au maximum à environ 2,20 mètres de distance, et le micro central est placé au maximum à 1,5 mètre vers l'avant (suivant l'importance de la formation orchestrale).
Pour le mélange en stéréo, le micro du centre est réparti à la fois sur les canaux gauche et droit.
Le Decca Tree est devenu la « référence » pour la prise de son multicanal de la musique de film.
L'arbre Decca Tree est monté sur une perche en hauteur (3 à 4 mètres), placée à peu près au-dessus du chef d'orchestre.

## Applications

### Stéréo
Si le Decca Tree est resté pendant de nombreuses années la « signature » du label Decca pour les prises de son de musique classique, Il est devenu quasiment indispensable pour la plupart des ingénieurs du son utilisant les techniques de prise de son multicanal.

### Multicanal

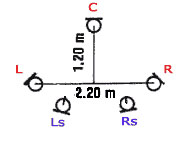
Ajout au Decca Tree d'une paire de micros pour le surround.

En prise de son multicanal, certains ingénieurs du son rajoutent sur la perche du Decca Tree une paire de micros pour le surround. Généralement, ceux-ci superposent deux modes de techniques de prise de son : la première dite « close mikes ou close micing » (prise de son rapprochée, issue de la musique rock) et la deuxième dite « over mikes », issue de la tradition de l'enregistrement de la musique classique.
La typologie des modes de prises de son pour les formats multicanaux varie conséquemment avec les évolutions de l'image (cinéma et TV) stéréoscopique.